# Chavanay
Chavanay este o comună în departamentul Loire din sud-estul Franței. În 2009 avea o populație de 2.796 de locuitori.

## Evoluția populației
| An        | 1975  | 1982  | 1990  | 1999  | 2006  | 2009  |
| --------- | ----- | ----- | ----- | ----- | ----- | ----- |
| Populație | 1.666 | 1.857 | 2.071 | 2.288 | 2.679 | 2.796 |